# Walter Richter
Walter Sigismund Richter (Berlino, 13 maggio 1905 – Vienna, 26 luglio 1985) è stato un attore tedesco.

## Biografia
Richter, figlio di un commerciante, lavorò come giornalista volontario al Deutsche Allgemeine Zeitung e studiò recitazione con Ferdinand Gregori. Dal 1931 recitò nei teatri di Bremerhaven, Gera, Breslau, Köln e Stuttgart. Dal 1939 al 1941 recitò al Städtische Bühnen Frankfurt, dal 1941 al 1950 al Deutsches Theater Berlin, e dal 1942 al 1945 al Theater in der Josefstadt di Vienna. Dopo la seconda guerra mondiale reictò al Schauspielhaus Zürich e fino al 1953 a Monaco di Baviera. Qui lavorò al Staatsschauspieler e Kammerschauspieler.

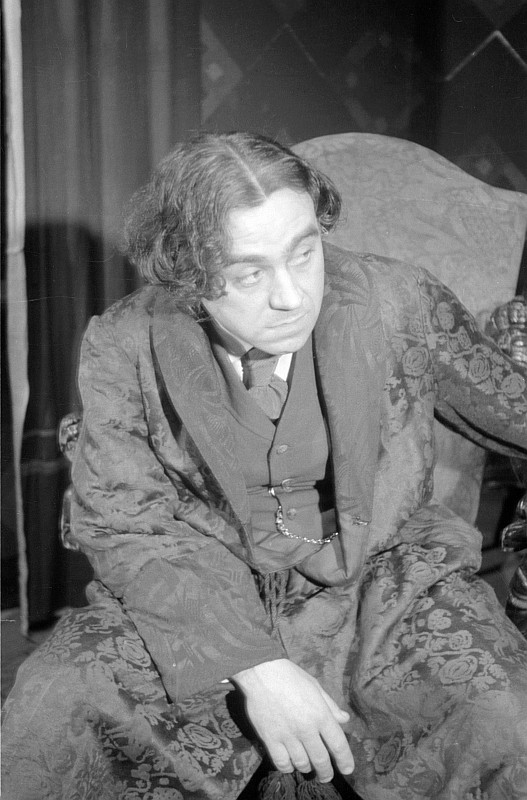
Walter Richter come Iwán Petrówitsch Wojnízkij in Zio Vania al DT di Berlino (1945)

E' not per aver interpretato nella serie televisiva Tatort il commissario Paul Trimmer dal 1970 al 1982. È stato anche attore in episodi de L'ispettore Derrick.
Fu attivo anche come doppiatore, dando la voce a Jean Marais, Spencer Tracy, Ernest Borgnine, Rex Stout.

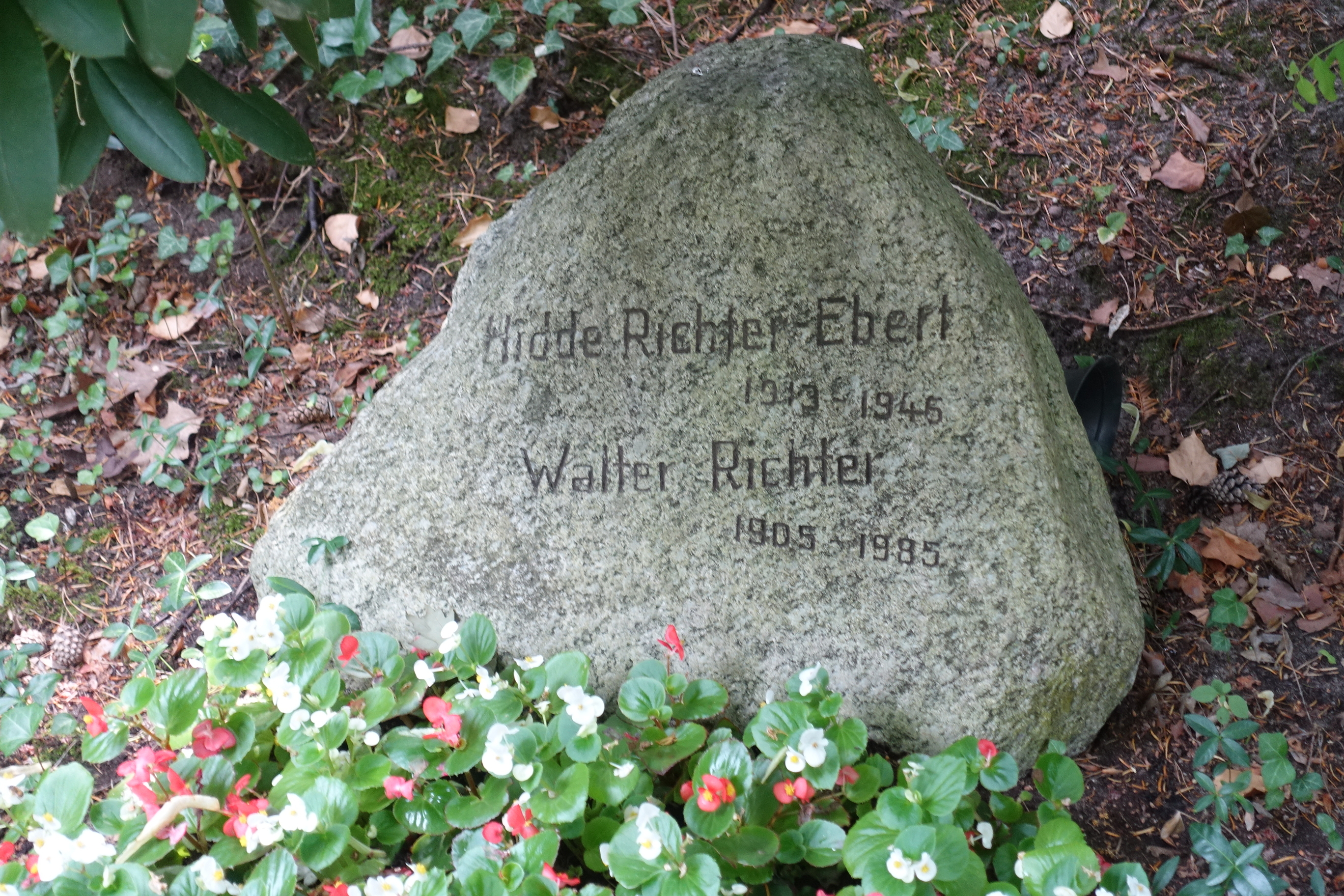
Tomba di Walter Richter al Friedhof Heerstraße a Berlino-Westend

Dal 1930 al 1936 fu sposato con l'attrice Alice Treff. Muore nel 1985 a Vienna a 80 anni. La tomba è al Friedhof Heerstraße a Berlino-Westend (Grablage: II-Wald-11). Er ruht dort neben seiner zweiten Frau, Hidde Richter geb. Ebert (1913–1946).